# مخزن سد گورکی
مخزن سد گورکی (انگلیسی: Gorky Reservoir) یک دریاچه سد در استان نیژنی نووگورود کشور روسیه است.